# ثيودور درايزر
ثيودور درايزر (بالإنجليزية: Theodore Dreiser)‏ كاتب اميركي يعتبر رائد الواقغية في ادب بلاده مواليد تري هوت ولاية انديانا في 27 أغسطس 1871 من مؤلفاته الأخت كاري سنة 1900 ومآساة اميركية سنة 1932 وجيني غرهارت سنة 1911 و داون سنة 1931 توفي في هوليوود في 28 ديسمبر 1945
ثيودور هرمن ألبرت درايزر (27 أغسطس 1871 إلى 28 ديسمبر1945) هو كاتب أمريكي ويشتهر برواياته «سيستر كاري» و«أن أمريكان تراجيدي» الذي كتب في أوائل القرن العشرين.

## السيرة والنشأة
ولد ثيودر دريسر في ترا أوت في ولاية إنديانا عام 1871 لسارة وبول درايزر. نشاء درايزر في عائلة كاثوليكية رومانية متدينة وكانت عائلته فقيرة. كان لدى درايزر اثنى عشر إخوة وأخوات ولكن ثلاث منهم توفوا في طفولتهم. لم يكمل درايزر دراسته الثانوية. ارتحل إلى شيكاغو عندما بلغ الخامسة عشر من عمره. عمل في وظائف متفرقة في شيكاغو قبل أن يعود إلى ولاية إنديانا عندما بلغ عمره اثنى عشرين سنة ليردروس في جامعة إنديانا في مدينة بلومنجتون. لم يتخرج درايزر من الجامعة وترك دراسته في جامعة إنديانا بعد سنة. عاد مرة أخرى إلى شيكاغو على أمل أن يصبح صحافي ولم يبلغ هذا الهدف حين عودته. عمل في وظائف متفرقة لسنوات عديدة (وليس من الواضح عدد السنوات التي عمل فيها متنقلا من وظيفة إلى أخرى. وحصل ثيودور على أول وظيقة كصحفي عندما عمل لدى مؤسسة خيرية تابعة لصحيفة "شيكاغو وتدعى "هيرالد". وقد أكثشفت موهبته بعد ذلك وأصبح صحفي لجريدة "شيكاغو غلوب". قابل درايزر الكثير من الروائيون والكتاب المشهورين ولذلك كان مشجعاً له أن يبدأ بكتابة الروايات.

## مهنته الأدبية
نشر روايته الأول في سنة 1900 في شيكاغو. تحت عنوان «سيستر كاري» وكانت تركز على موضوعات اجتماعية واقتصادية في عصر الثورة الصناعية في شيكاغو، خصوصاً حقوق المرأة ودورها في المجتمع المتغير في هذا الوقت. بعد ذلك نشر رواية «جني غيرهاردت» في سنة 1911 ووتركز هذه الرواية على دور المرأة في المجتمع أيضاً. أشهر روايات درايزر هي «أن أمريكان تراجيدي» التي نشرت سنة 1925. «أن أمريكان تراجيدي» رواية مهمةً في الأدب الأمريكي في القرن العشرين لأنها تركز على العلاقات بين الطبقات الاجتماعية في أمريكا.
كتب درايزر قصص قصيرة أيضاً واشتهر في الأدب الأمريكي بعد وفاته. نشرت ثلاثية من قصصه القصيرة اسمها «ترلجي أوف ديسير» ووهي القصص: «فينانسير» و«تيتان» و«ستوك» ونشت بين عام 1912 و1914.. نشر درايزر أيضاً مجموعة قصص القصيرة «فري اند أثر ستريس» في سنة 1918.
ثيودر درايزر كان شاعر بالإضافة إلى روائي وصحافي. كتب قصيدته «اسبرنت» ونشرت في سنة 1929.

## إرثه الثقافي
تركز كتابة ثيودر درايزر على قضايا إجتمعية تهم المجتمع الأمريكي. يحيط كثيراً من أعمال درايزر على حقوق المرأة ودورها المتغير في المجتمع في هذا العصر. انتقدت أعمال درايزر لأن النساء في رواياته رفضوا العادات التقليدية من دون عقاب على ما أعتبره المجتمع في ذلك الوقت خطاياهم. كتب درايزر أيضاً عن الصراع الطبقي في المجتمع الأمريكي والفروق الاقتصادية بين الناس في المجتمع، خاصة في مدن الكبرى مثل شيكاغو

## وصلات خارجية
- ثيودور درايزر على موقع IMDb (الإنجليزية)
- ثيودور درايزر على موقع الموسوعة البريطانية (الإنجليزية)
- ثيودور درايزر على موقع مونزينجر (الألمانية)
- ثيودور درايزر على موقع ألو سيني (الفرنسية)
- ثيودور درايزر على موقع ميوزك برينز (الإنجليزية)
- ثيودور درايزر على موقع أول موفي (الإنجليزية)
- ثيودور درايزر على موقع قاعدة بيانات برودواي على الإنترنت (الإنجليزية)
- ثيودور درايزر على موقع قاعدة بيانات الأفلام السويدية (السويدية)
- ثيودور درايزر على موقع إن إن دي بي (الإنجليزية)
- ثيودور درايزر على موقع ديسكوغز (الإنجليزية)
- الأخت كاري نسخة محفوظة 3 ديسمبر 2010 على موقع واي باك مشين. من الدراسات الأمريكية في جامعة فرجينيا للتقنية.
- مؤلفات Theodore Dreiser في مشروع غوتنبرغ
- مكتبة درايزر الشخصية مصنفة في مكتبة شيء
- سيبر يو اس اس ار